# Сухарда, Войтех
Войтех Сухарда (чеш. Vojtěch Sucharda; 16 января 1884[…], Нова-Пака[…] — 31 октября 1968[…], Прага) — чешский скульптор, реставратор, автор многих театральных и декоративных кукол.

## Биография

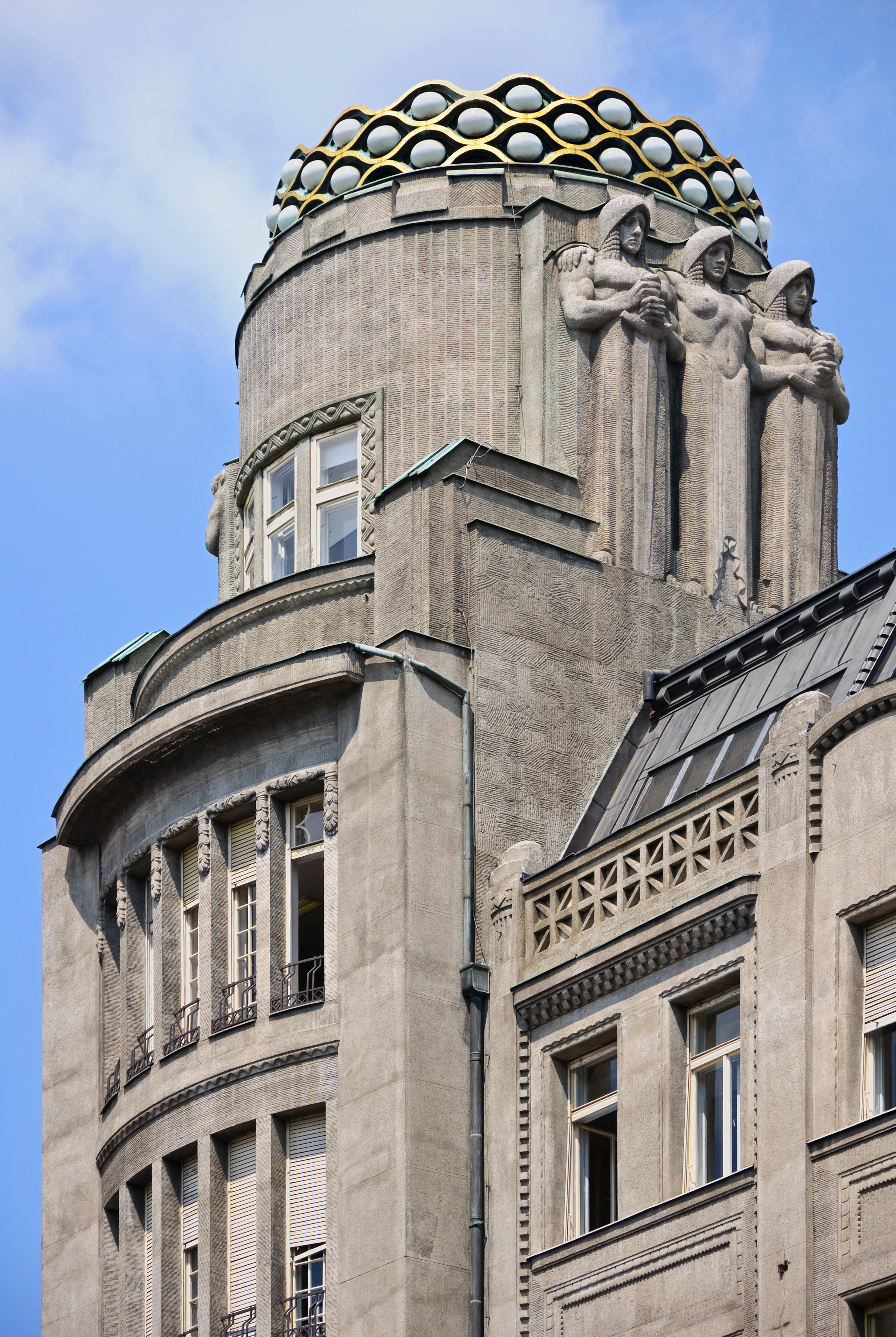
Скульптуры работы Войтеха Сухарды на дворце «Корона» в Праге

Родился в семье с давними творческими традициями. Младший брат скульптора Станислава Сухарды. С детства был искусным резчиком и работал под руководством отца в его мастерской по изготовлению художественных изделий из камня и дерева.
В 1899 переехал в Прагу. В 1905 году окончил пражскую Школу прикладного искусства. Работал на престижных заказах в мастерской брата Станислава (Новая ратуша, железнодорожный вокзал, монумент, посвященный историку Ф. Палацкому).
С 1907 года начал работать самостоятельно, сотрудничал с самыми передовыми архитекторами. Среди его работ — участие в оформлении кафедрального собора святого Вита в Пражском Граде. Для собора создал 250 неоготических колон, резных украшений, несколько каменных скульптур и два горельефа на фасаде собора. Работал над украшением ряда других чешских костёлов и зданий по всей стране. С 1913 участвовал, в частности, над изготовлением скульптур и отделке дворца «Корона» в Праге, музея в Градец-Кралове, Народного дома в Проштейове, рабочего кабинета мэра Праги.
Участник Первой мировой войны. Воевал на восточном фронте, попал в русский плен. После войны, в 1918 году, вернувшись домой, занялся своим давним детским пристрастием, созданием кукол. Для знаменитого театра «В империи кукол» изготовил не только ряд кукол, но был его режиссёром, актёром, решал технические проблемы.
Одновременно с кукольным делом В. Сухарда продолжал заниматься скульптурой. Он вновь вернулся к работе по оформлению храма св. Вита, создал ряд памятников, надгробий, портретов, реставрировал деревянную и каменную пластику. Для пражской Лорете он выполнил копию Вознесения Девы Марии.
В 1912, 1936 и 1948 занимался реставрацией Пражских курантов. После Второй мировой войны создал свой самый прославленный труд: для уничтоженных войной курантов Староместской ратуши он сам придумал и вырезал из дерева фигуры 12 апостолов.

## Галерея

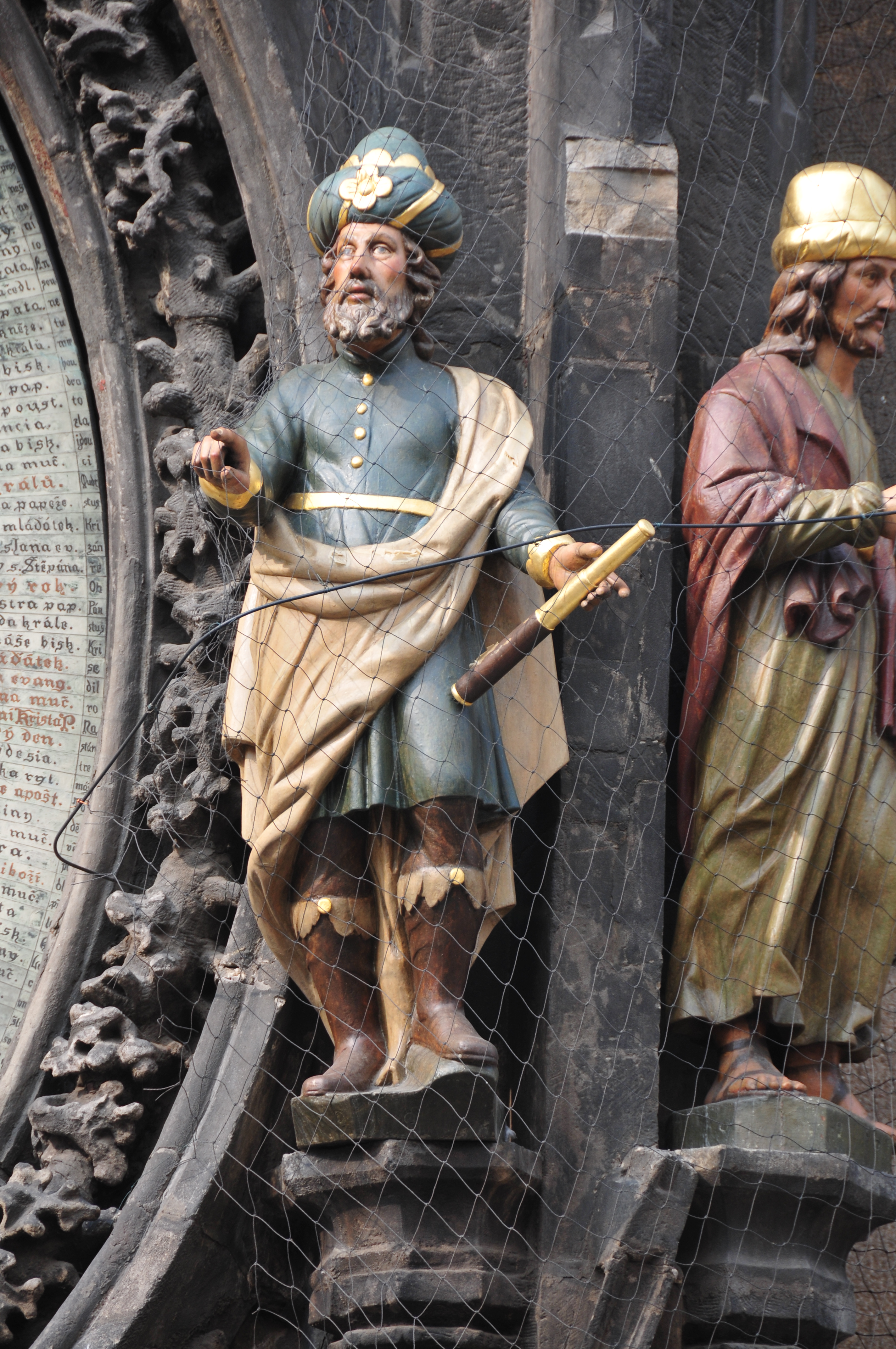
Фигуры апостолов на Пражских курантах Староместской ратуши
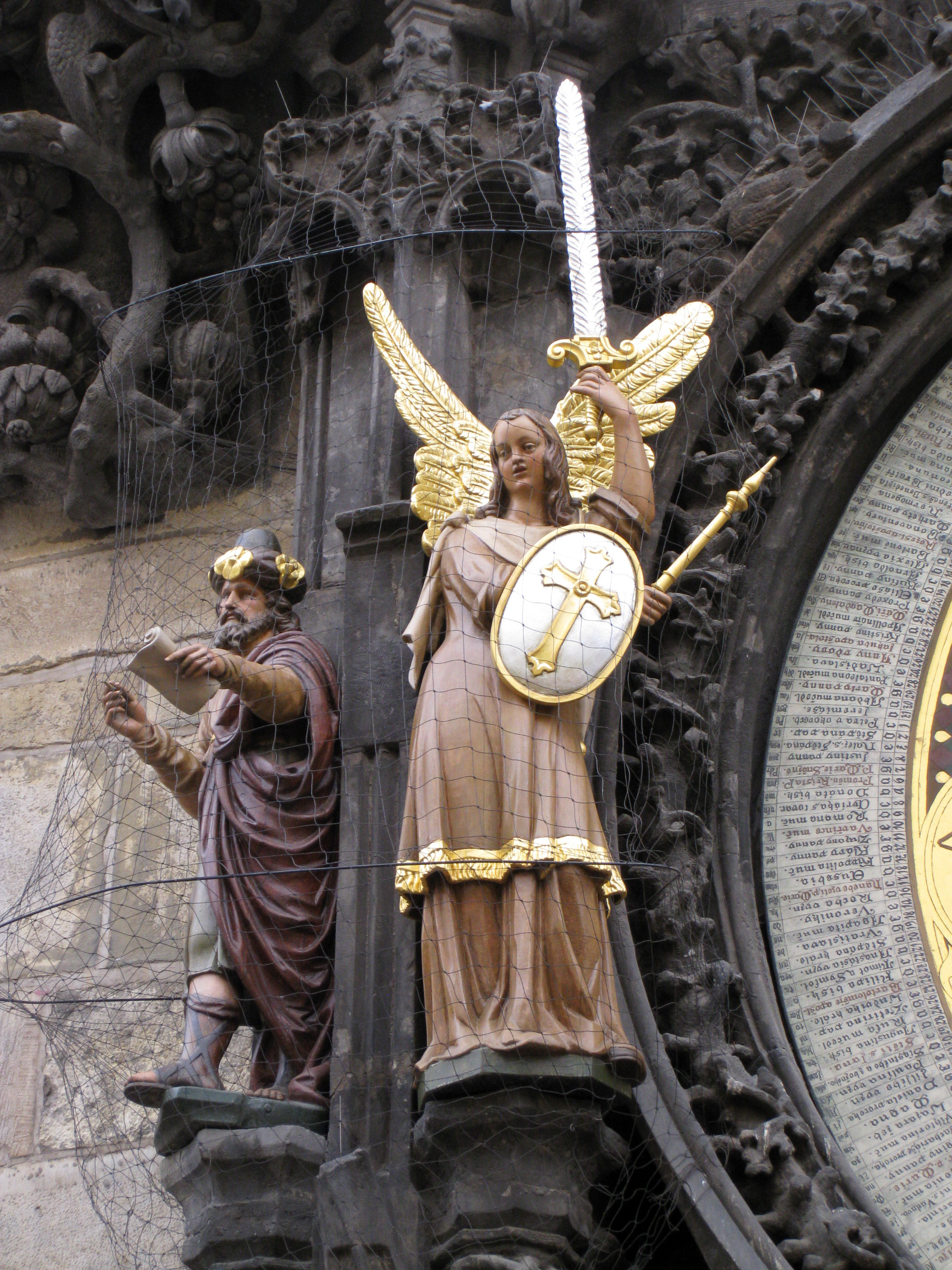
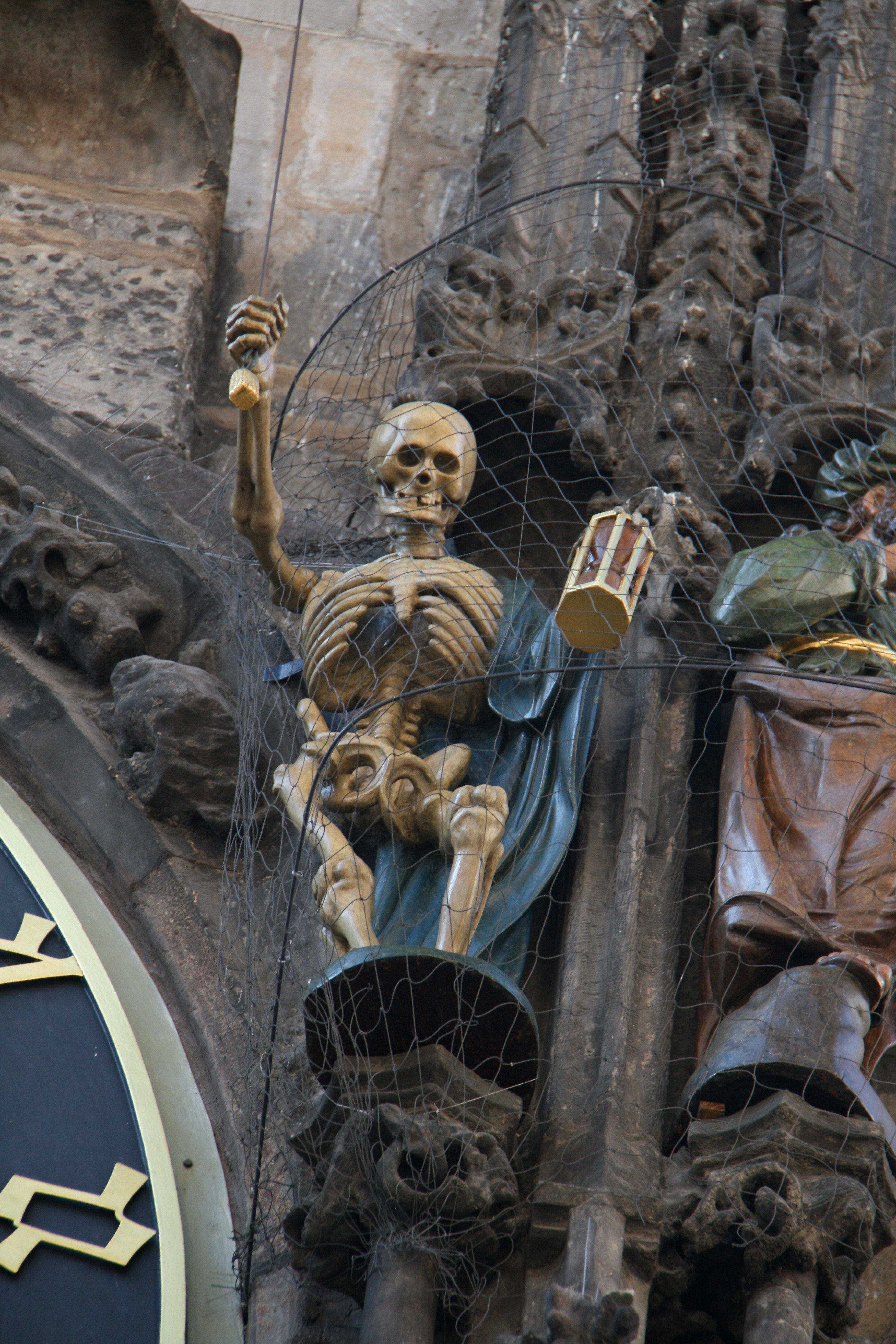
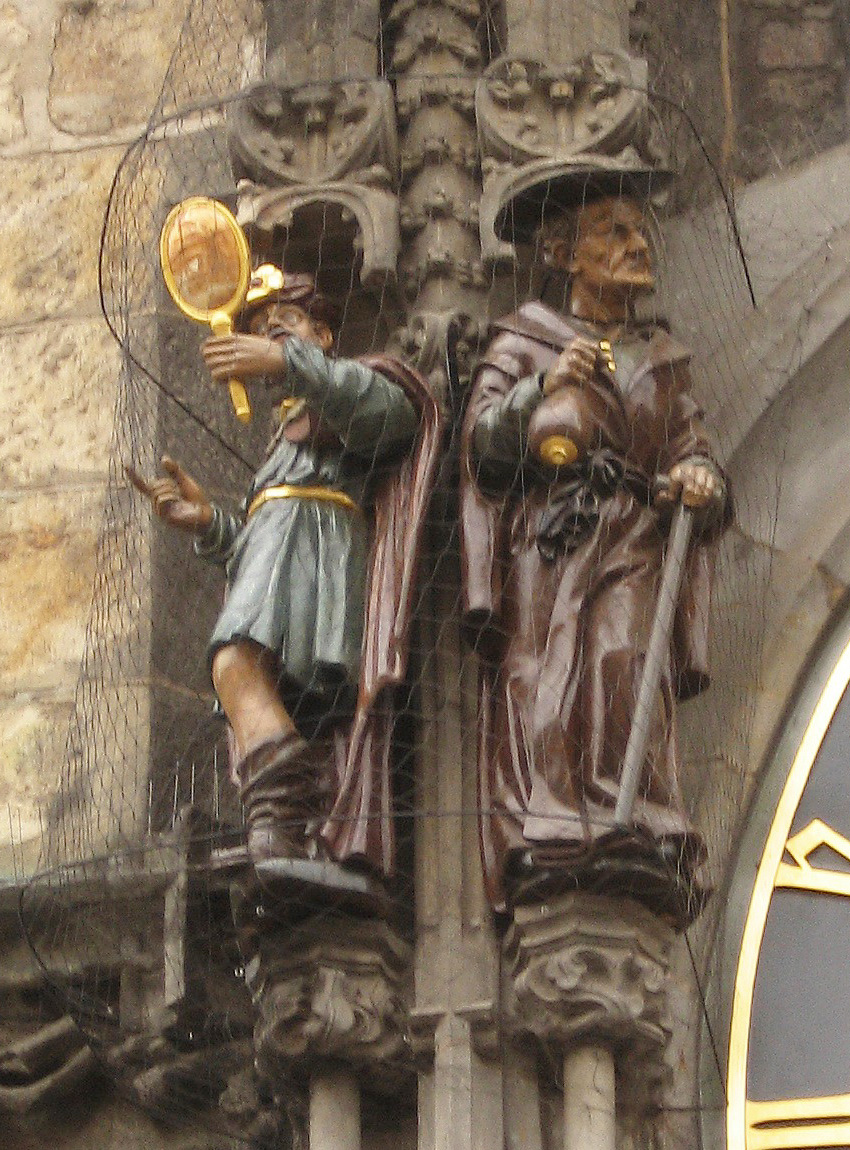
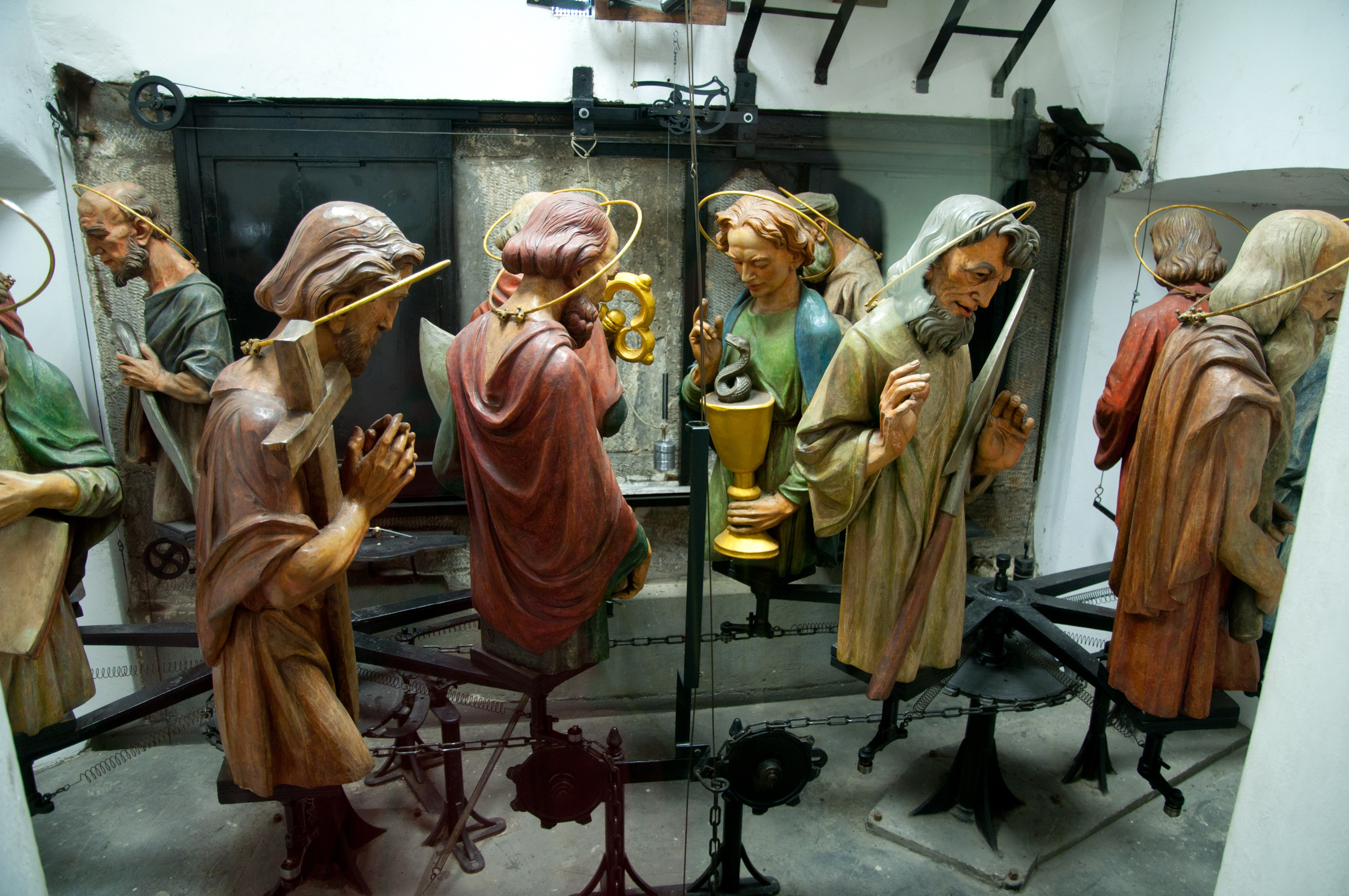